# NGC 7142
NGC 7142 là tên của một cụm sao mở nằm trong chòm sao Tiên Vương và cách trái đất của chúng ta 6200 năm ánh sáng. Do là một thiên thể khó quan sát, cho nên những đề tài nghiên cứu về nó rất ít.

## Mô tả
NGC 7142 nằm gần một tinh vân phản xạ tên là NGC 7129, điều này nói rằng cụm sao này có lẽ bị che mờ bởi đám mây liên sao. Nhiều nghiên cứu mới đây đã chứng minh rằng nhận định này là đúng. Một nghiên cứu toàn diện về khu vực sao Tiên Vương đã kết luận rằng "không có phần nào của nó có thể được xem là không bị che khuất".
Các nhà thiên văn học đã ghi chú rằng màu đỏ trên bề mặt của cụm sao này có thể không đồng đều. Ta có thể nhìn thấy một vài thiên hà nằm phía sau cụm sao này ở có tây bắc, điều này mang ý nghĩa rằng ở khu vực ấy ít bị che khuất nhất. Ước tính độ sáng của ánh sáng màu đó là từ 0,18 đến 0,41.
Do không biết số lượng xấp xỉ của những ngôi sao đỏ nên quyết định tuổi của cụm sao này thì không thể đưa ra. Dựa trên biểu đồ Hertzsprung-Russell của NGC 7142, người ta tin rằng tuổi của cụm sao này cũng giống như cụm sao mở Messier 67 và NGC 188 (mặc dù kết quả của việc xác định tuổi cho 2 cụm sao này thay đổi rất nhiều trong tài liệu). Nhờ vậy nó trở thành 1 trong những cụm mở có tuổi lớn nhất mà ta từng biết.

## Dữ liệu hiện tại
Theo như quan sát, đây cụm sao nằm trong chòm sao Tiên Vương và dưới đây là một số dữ liệu khác:
Xích kinh 21h 45m 9s
Độ nghiêng +65° 46′ 30″
Cấp sao biểu kiến 9.3
Kích thước biểu kiến, khối lượng và bán kính của cụm sao này thì vẫn chưa được xác định.